# Daaquam (village)
Pour les articles homonymes, voir Daaquam.
Daaquam  (prononcé : /daːkwɑm/) est un village compris dans le territoire de la municipalité de Saint-Just-de-Bretenières dans Chaudière-Appalaches, au Québec (Canada). La principale activité économique du village est la transformation du bois.

## Toponymie
Le village de Daaquam est nommé d'après la rivière du même nom. En malécite-passamaquoddy, Daaquam réfère à une rivière qui porte beaucoup d'eau. La variante Mittaywanquam est notée en 1828 par Joseph Bouchette.

## Géographie
Situé à quelques kilomètres de la frontière canado-américaine, Daaquam est un village frontalier dont l'épine dorsale industrielle est l'exploitation de la forêt. L'économie fonctionne selon le paradoxe économique d'« import-réexport », c'est-à-dire que les usines s'approvisionnent en bois aux États-Unis, transforment les produits au Canada, puis exportent aux États-Unis les produits transformés ― évitant du même coup les droits douaniers imposés par les États-Unis au bois canadien. Ce paradoxe repose sur une disponibilité de main-d'œuvre et un faible coût d'énergie au Canada, tandis que la matière première de la périclave de l'Aroostook, une région isolée et inhabitée du Maine, est plus facilement transportée par les chemins forestiers connectés au Canada que dans les régions industrielles de l'État américain, à des centaines de kilomètres au sud.
Fondée en 1956, l'usine Bois Daaquam emploie 178 personnes dans son usine de transformation du bois au cœur du village. L'usine récolte environ 80 % de sa matière première dans les forêts américaines du Maine et destine entre 65 % 80 % de sa production au marché américain,, tandis que ce volume était d'environ 50 % dans les années 1970.

## Histoire
Le village de Daaquam se forme progressivement vers 1915. Les premiers colons peuplent le canton de Panet tandis que le chemin de fer Québec Central est prolongé jusqu'à Lac-Frontière, ce qui favorise l'industrialisation du village. Édouard Lacroix construit ainsi une première scierie à Daaquam cette année-là.
Un bureau de poste est ouvert l'année suivante.
On compte à Daaquam une dizaine de scieries dans les années 1970. Les moulins à scie s'approvisionnent notamment en bois américain, grâce à un passage frontalier à proximité, qui donne accès à de vastes territoires forestiers dans le Maine. On compte aujourd'hui deux scieries majeures : Bois Daaquam, du Groupe Lebel, et Bardobec.
Le poste frontalier de Daaquam est fermé en 2004 tandis que celui de Saint-Just-de-Bretenières, situé quelques kilomètres au sud-ouest, demeure ouvert.